# Producción de té en Sri Lanka

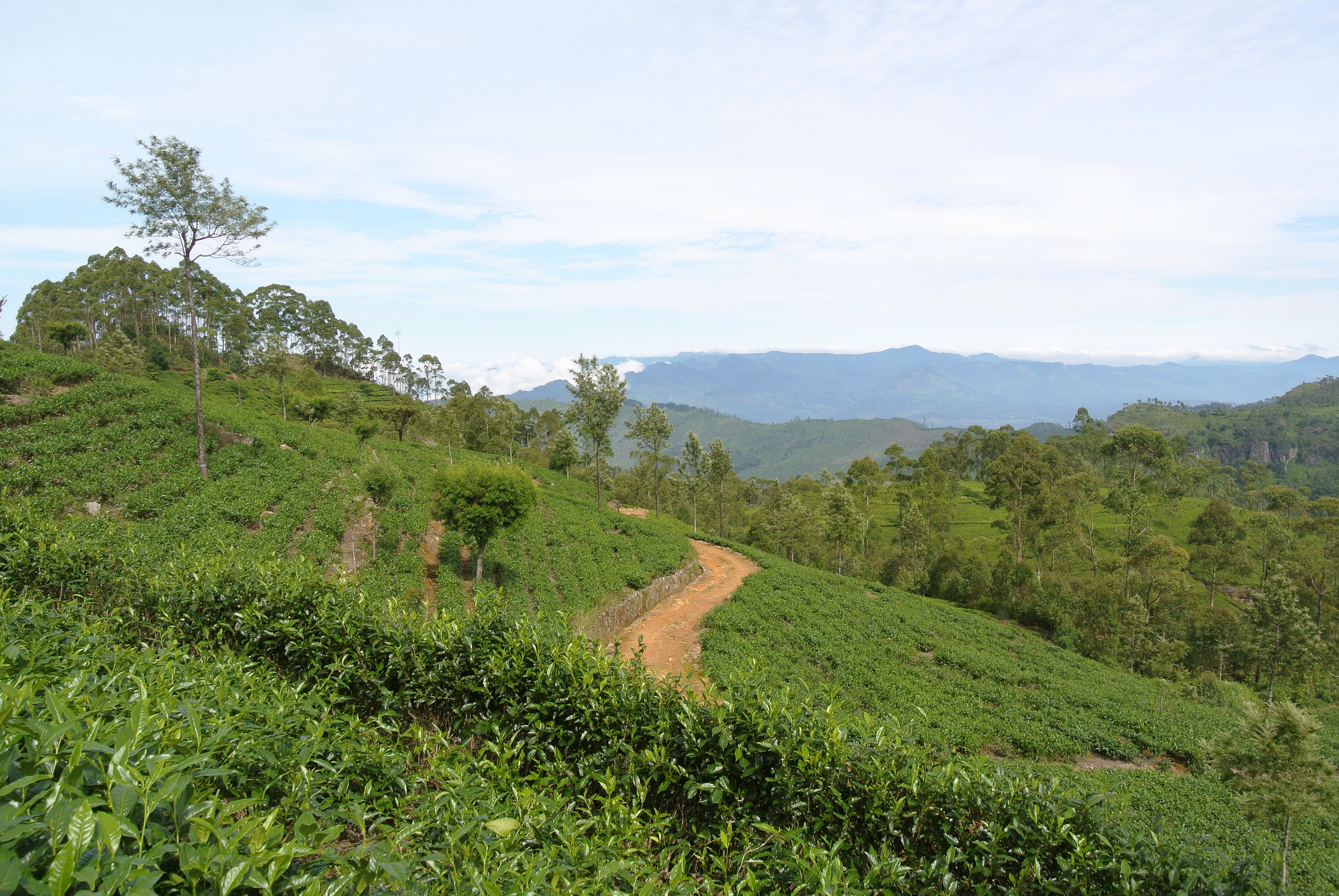
Plantación de té (fincas Dambatenne) a aproximadamente 1800 m sobre el nivel del mar en Haputale, Hill Country

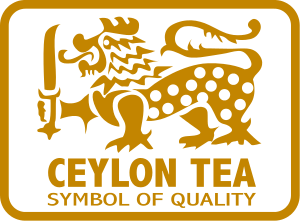
Logo de te de Ceilán

La producción de té es una de las principales fuentes de divisas para Sri Lanka, antes llamada Ceilán, y representa el 2% del PIB, aportando más de 1500 millones de dólares en 2013 a la economía de Sri Lanka, emplea, directa o indirectamente, a más de un millón de personas, y en 1995 empleó directamente a 215 338 personas en plantaciones y fincas de té. Además, la plantación de té por parte de los pequeños agricultores es la fuente de empleo para miles de personas, mientras que también es la principal forma de sustento para decenas de miles de familias. Sri Lanka es el cuarto productor mundial de té. En 1995, era el primer exportador mundial de té (en lugar de productor), con el 23% del total de las exportaciones mundiales, pero desde entonces ha sido superado por Kenia. La producción más alta de 340 millones de kg se registró en 2013, mientras que la producción en 2014 se redujo ligeramente a 338 millones de kg.
La humedad, las temperaturas frescas y las precipitaciones de las tierras altas centrales del país proporcionan un clima que favorece la producción de té de alta calidad. Por otro lado, el té producido en zonas de baja altitud como los distritos de Matara, Galle y Ratanapura, con altas precipitaciones y temperaturas cálidas, tiene un alto nivel de propiedades astringentes. La producción de biomasa de té es mayor en las zonas de baja elevación. Este tipo de té es muy popular en Oriente Medio. La industria fue introducida en el país en 1867 por James Taylor, un plantador británico que llegó en 1852. La siembra de té bajo condiciones de pequeños agricultores se ha vuelto popular en la década de 1970.

## Historia

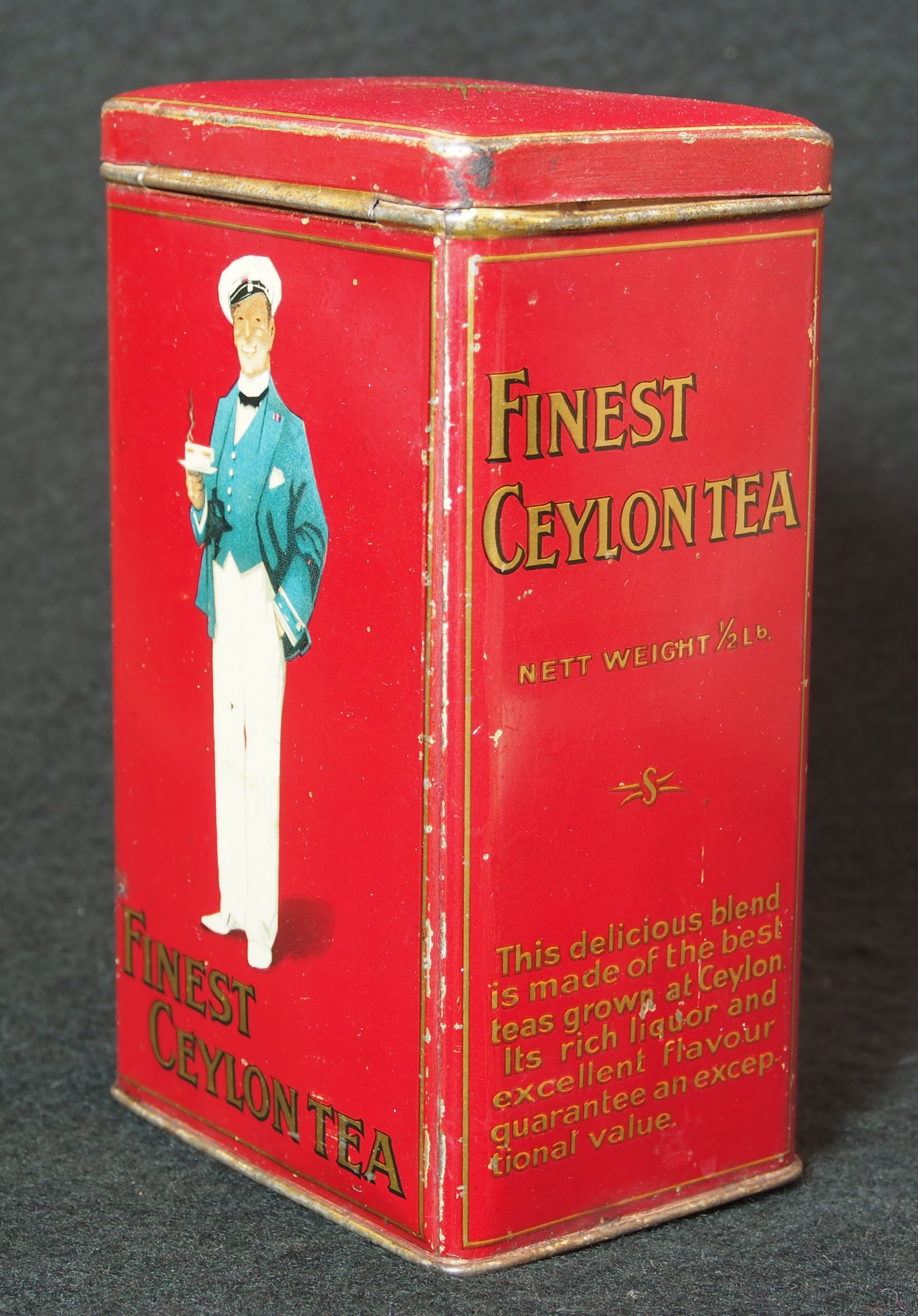
Vieja lata de té de Ceilán

### Era pre-té
La canela fue el primer cultivo que recibió el patrocinio del gobierno en la India, mientras que la isla estaba bajo el control de la guerrilla holandesa. Durante la administración del gobernador holandés Iman Willem Falck, se establecieron plantaciones de canela en Colombo, Maradana y Cinnamon Gardens en 1767. El primer gobernador británico,  Frederick North, prohibió las plantaciones privadas de canela, asegurando así el monopolio de las plantaciones de canela para la Compañía Británica de las Indias Orientales. Sin embargo, una depresión económica en la década de 1830 en Inglaterra y en otras partes de Europa afectó a las plantaciones de canela en Ceilán. Esto tuvo como resultado que William Colebrooke los desmantelara en 1833. Al encontrar que la canela no era rentable, los británicos se volvieron hacia el café.

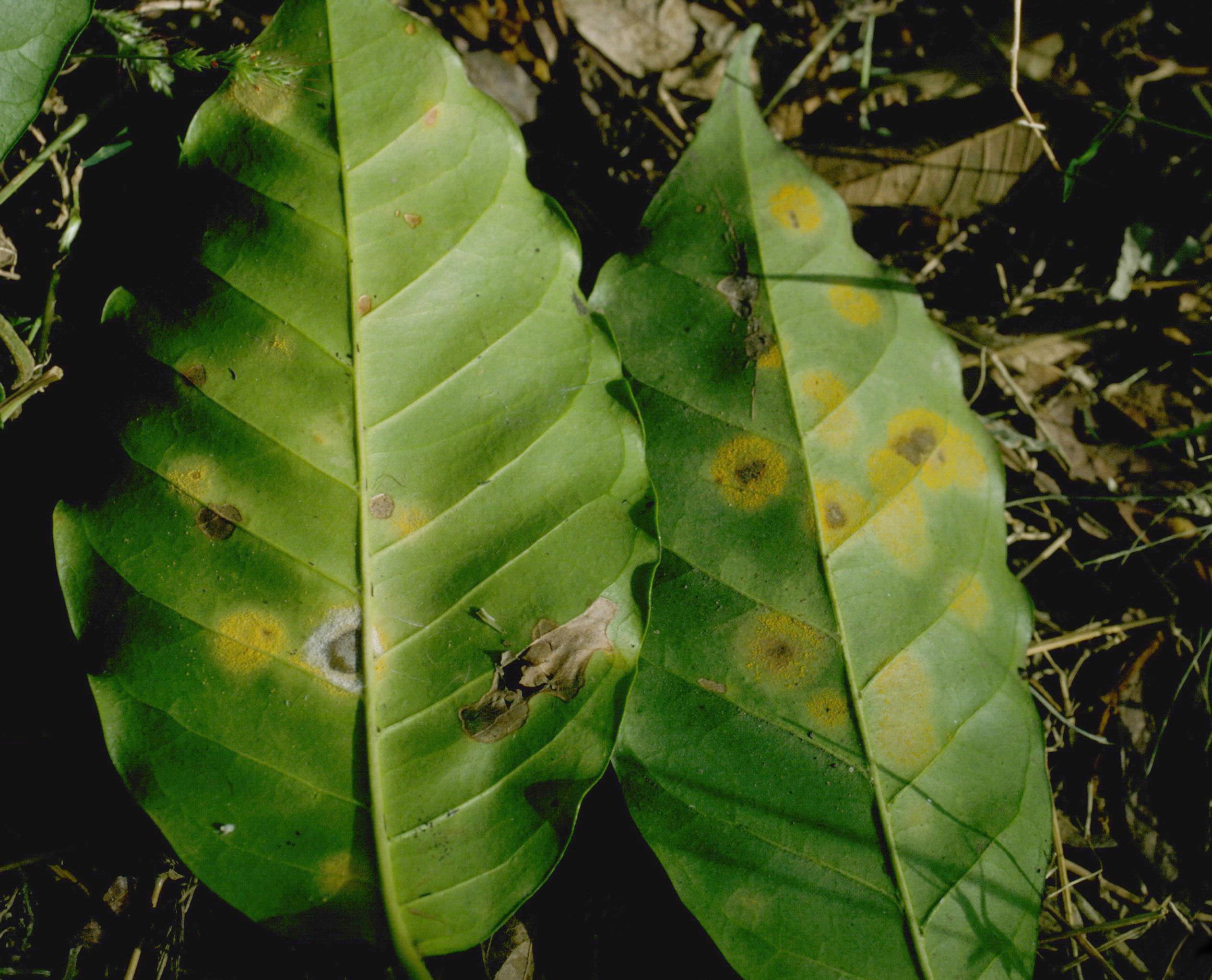
Hemileia vastatrix, o «roya del café», que trajo la caída de la producción de café y la transición a la industria del té.

A principios del siglo XIX, los ceilandeses ya conocían el café. En la década de 1870, las plantaciones de café fueron devastadas por una enfermedad fúngica llamada Hemileia vastatrix o «roya del café», más conocida como «enfermedad de la hoja del café» o «tizón del café». La muerte de la industria cafetera marcó el final de una era en la que la mayoría de las plantaciones de la isla se dedicaban a la producción de granos de café. Los plantadores experimentaron con el cacao y la quina como cultivos alternativos, pero fracasaron debido a una infestación de Heloplice antonie,[cita requerida] de modo que en la década de 1870 prácticamente todos los plantadores de café restantes en Ceilán se dedicaron a la producción y cultivo de té.

### Fundación de las plantaciones de té

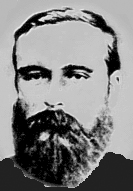
James Taylor en Kandy, Sri Lanka en 1860

En 1824, los británicos trajeron de contrabando una planta de té a Ceilán desde China y la plantaron en el Real Jardín Botánico de Peradeniya con fines no comerciales. En 1839 se trajeron más plantas de té experimentales de Assam y Calcuta, en la India, a Peradeniya, a través de la Compañía de las Indias Orientales y durante los años siguientes. En 1839 se fundó la Cámara de Comercio de Ceilán, seguida por la Asociación de Plantadores de Ceilán en 1854. En 1867, James Taylor marcó el nacimiento de la industria del té en Ceilán al iniciar una plantación de té en la Loolecondera (Pronunciada Lul-Ka(n)dura en Cingalés -ලූල් කඳුර), finca en Kandy en 1867. Tenía sólo 17 años cuando llegó a Loolkandura, Sri Lanka. La plantación de té original era de sólo 76 890 m² (19 acres). En 1872 Taylor comenzó a operar una fábrica de té totalmente equipada en los terrenos de la finca Loolkandura y ese año se hizo la primera venta de té Loolecondra (Loolkandura) en Kandy. En 1873, llegó a Londres el primer cargamento de té de Ceilán, una remesa de unos 10 kg. Sir Arthur Conan Doyle comentó sobre el establecimiento de las plantaciones de té, ....los campos de té de Ceilán son un verdadero monumento al coraje como lo es el león de Waterloo.
Muy pronto, las plantaciones que rodean Loolkandura, incluyendo Hope, Rookwood y Mooloya al este y Le Vallon y Stellenberg al sur, comenzaron a cambiar a tomar té y fueron de las primeras fincas de té que se establecieron en la isla.
La población total de Sri Lanka, según el censo de 1871, era de 2 584 780 habitantes. La distribución demográfica y la población de 1871 en las zonas de plantación se indica a continuación:
| Distrito                 | Población total | Número de fincas | Población en fincas | % de población en fincas |
| ------------------------ | --------------- | ---------------- | ------------------- | ------------------------ |
| Distrito de Kandy        | 258 432         | 625              | 81 476              | 31.53                    |
| Distrito de Badulla      | 129 000         | 130              | 15 555              | 12.06                    |
| Distrito de Matale       | 71 724          | 111              | 13 052              | 18.2                     |
| Distrito de Kegalle      | 105 287         | 40               | 3790                | 3.6                      |
| Sabaragamuwa             | 92 277          | 37               | 3,227               | 3.5                      |
| Distrito de Nuwara Eliya | 36 184          | 21               | 308                 | 0.85                     |
| Distrito de Kurunegala   | 207 885         | 21               | 2393                | 1.15                     |
| Distrito de Matara       | 143 379         | 11               | 1072                | 0.75                     |
| Total                    | 1 044 168       | 996              | 123 654             | 11.84                    |

### Crecimiento e historia de la producción comercial

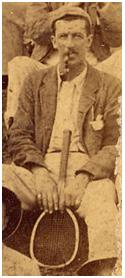
Henry Randolph Trafford, uno de los pioneros del cultivo del té en Ceilán en la década de 1880

La producción de té en Ceilán aumentó drásticamente en la década de 1880 y para 1888 la superficie cultivada superaba a la del café, llegando a casi 400 000 acres (1619 km²) en 1899. El único plantador de Ceilán que se aventuró en la producción de té en la primera etapa fue Charles Henry de Soysa. Figuras británicas como Henry Randolph Trafford llegaron a Ceilán y compraron fincas cafeteras en lugares como Poyston, cerca de Kandy, en 1880, que era el centro de la cultura cafetera de Ceilán en ese momento. Aunque Trafford sabía poco sobre el café, tenía un conocimiento considerable del cultivo del té y es considerado uno de los pioneros plantadores de té en Ceilán. En 1883, Trafford era el gerente residente de numerosas fincas en el área que estaban pasando a la producción de té. A finales de la década de 1880, casi todas las plantaciones de café en Ceilán habían sido convertidas en té. Del mismo modo, las tiendas de café se convirtieron rápidamente en fábricas de té para satisfacer la creciente demanda. La tecnología de procesamiento del té se desarrolló rápidamente en la década de 1880, después de la fabricación del primer secador de té "Sirocco" por Samuel Cleland Davidson en 1877 y la fabricación de la primera máquina enrolladora de té por John Walker & Co en 1880, tecnologías esenciales que hicieron realidad la producción comercial de té.Esta realización se confirmó en 1884 con la construcción de la Fábrica Central de Té en la Finca de las Hadas (Pedro) en Nuwara Eliya. A medida que progresaba la producción de té en Ceilán, se construyeron nuevas fábricas y se introdujeron métodos innovadores de mecanización desde Inglaterra. Marshall, Sons & Co. de Gainsborough en Lincolnshire, la Tangyes Machine Company de Birmingham y Davidson & Co. de Belfast. suministraron maquinaria a las nuevas fábricas de té, una función que siguen desempeñando hasta el presente.
El té se vendía cada vez más en subastas a medida que aumentaba su popularidad. La primera subasta pública de Colombo se celebró en las instalaciones de M/s Somerville and Company Limited, el 30 de julio de 1883, bajo los auspicios de la Cámara de Comercio de Ceilán. En la Feria Mundial de Chicago de 1893 se vendieron un millón de sobres de té. Ese mismo año, el té alcanzó un precio récord de 36,15 libras esterlinas por libra en las Subastas del Té de Londres. En 1894 se formó la Asociación de Comerciantes de Té de Ceilán y hoy en día prácticamente todo el té producido en Sri Lanka se lleva a cabo a través de esta asociación y de la Cámara de Comercio de Ceilán. En 1896 se formó la Asociación de Corredores de Colombo y en 1915 Thomas Amarasuriya se convirtió en el primer ceilonés en ser nombrado Presidente de la Asociación de Plantadores. En 1925 se creó el Instituto de Investigación del Té en Ceilán para investigar la maximización de los rendimientos y los métodos de producción. En 1927 la producción de té en el país superaba las 100 000 toneladas métricas (110 231 toneladas cortas), casi en su totalidad para la exportación. Una ley de 1934 prohibió la exportación de té de mala calidad. La Junta de Propaganda del Té de Ceilán se formó en 1932.
En 1938 el Instituto de Investigación del Té comenzó a trabajar en la propagación vegetativa en la finca de St. Coombs en Talawakele, y para 1940 había desarrollado un control biológico, una avispa parásita, Macrosentus homonae, para suprimir la oruga Tea Tortrix, que había amenazado la cosecha de té. En 1941 se estableció la primera casa de corretaje de té de Ceilán, M/s Pieris & Abeywardena, y en 1944 se fundó la Federación de Empleadores Patronales de la finca de Ceilán. El 1 de octubre de 1951, se introdujo un impuesto de exportación sobre el té y en 1955 comenzaron a cultivarse los primeros campos clonales de té. En 1958, se estableció la Corporación Estatal de Plantaciones y el 1 de junio de 1959, se introdujo el impuesto ad valorem para los tés vendidos en las subastas de Colombo.

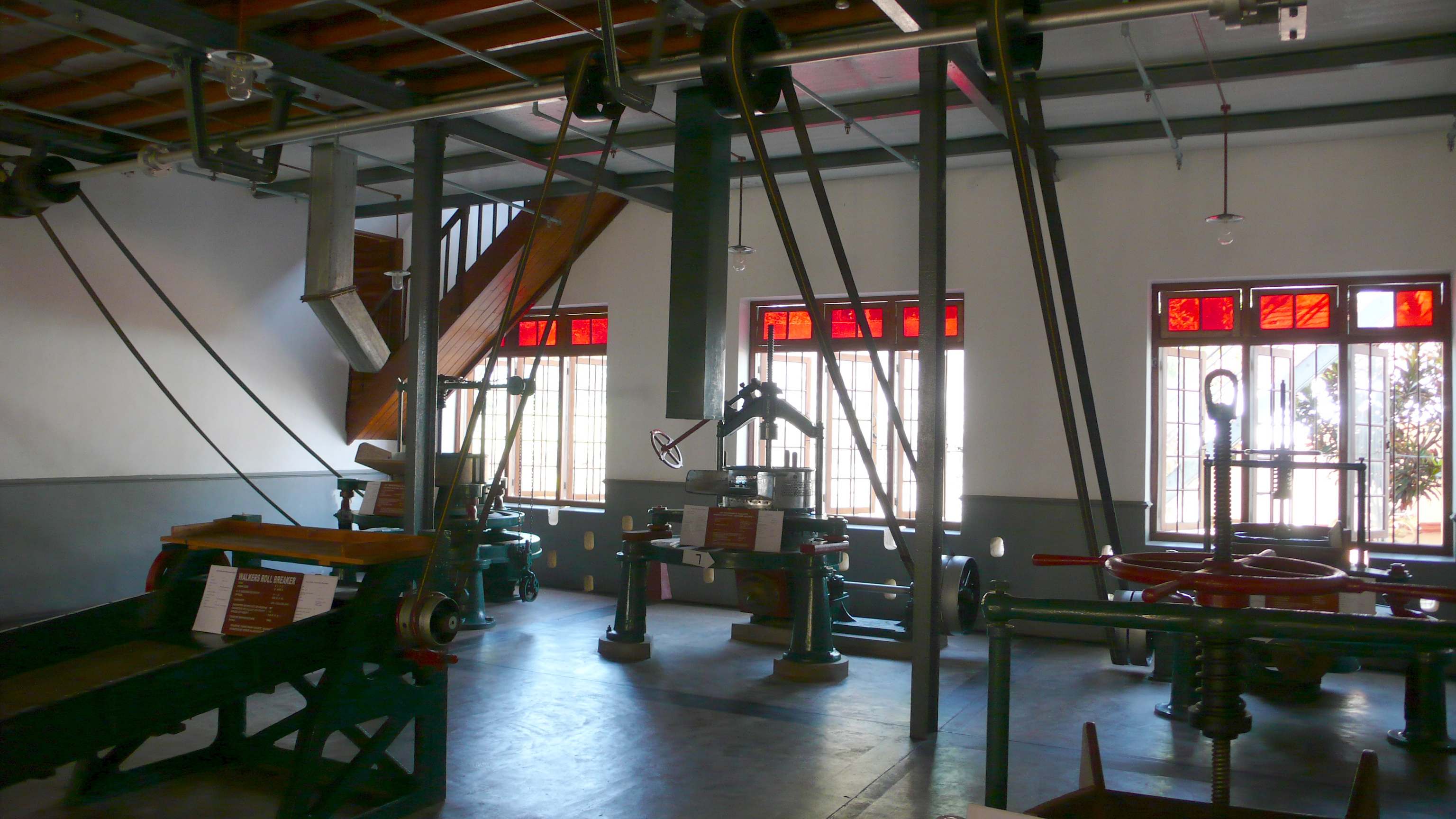
Planta de procesamiento de té en Kandy que exhibe maquinaria que data de la década de 1850

En la década de 1960, la producción y las exportaciones totales de té de Sri Lanka superaban las 200 000 toneladas métricas (220 462 toneladas cortas) y 200 000 hectáreas (772 millas cuadradas), respectivamente, y en 1965 Sri Lanka se convirtió por primera vez en el mayor exportador de té del mundo. En 1963 se introdujo la producción y exportación de té instantáneo, y en 1966 se celebró la primera Convención Internacional del Té para conmemorar los 100 años de la industria del té en Sri Lanka. Durante el período 1971-1972, el gobierno de Sri Lanka nacionalizó fincas propiedad de empresas de Sri Lanka y del Reino Unido y se hizo cargo de unas 502 fincas privadas de té, caucho y coco, y en 1975 nacionalizó las empresas de la Rupia y la Libra Esterlina. La reforma agraria en Sri Lanka significó que a ningún cultivador se le permitió ser propietario de más de 50 acres (202 343 m²) con ningún fin. En 1976, se fundó la Junta del Té de Sri Lanka y otros organismos como la Junta de Desarrollo del Estado de Janatha (JEDB), la Corporación de Plantaciones del Estado de Sri Lanka (SLSPC) y la Autoridad de Desarrollo de Pequeñas Explotaciones de Té (TSHDA) para supervisar las fincas de las que se apropiaba el Estado. En 1976, se inició la exportación de bolsitas de té.
En 1980, Sri Lanka fue el proveedor oficial de té en los  Juegos Olímpicos de Verano de Moscú de 1980, en 1982 en los Juegos de la Mancomunidad de 1982 en Brisbane y de nuevo en 1987 en la  Expo 88 en Australia En 1981, el país comenzó a importar té para su mezcla y reexportación y en 1982 comenzó a producir y exportar té verde. En 1983 se introdujo el método del té CTC. En 1992, la industria celebró su 125 aniversario con una convención internacional en Colombo. El 21 de diciembre de 1992 se abolieron los derechos de exportación y el impuesto ad valorem y se estableció la Junta de Investigación del Té para investigar más a fondo la producción de té. En 1992-1993, muchas de las plantaciones de té de propiedad del gobierno que habían sido nacionalizadas a principios de la década de 1970 fueron privatizadas a conglomerados principalmente indios.. La industria había incurrido en grandes pérdidas bajo la administración del estado y el gobierno tomó la decisión de devolver las plantaciones a la administración privada por lo que vendió las 23 plantaciones restantes de propiedad del estado.
En 1996, la producción de té de Sri Lanka había superado las 250 000 toneladas métricas (275 578 toneladas cortas), y en 2000 había aumentado a más de 300 000 toneladas métricas (330 693 toneladas cortas). En 2001, Forbes & Walker Ltd. puso en marcha las primeras ventas de té en línea en el país en las subastas de té de Colombo. Se estableció un Museo del Té en Kandy y en 2002 se formó la Asociación del Té de Té de Sri Lanka. Según el ministro de industrias de plantaciones, Lakshman Kiriella, la Asociación del Té de Sri Lanka tiene por objeto transformar la industria del té de 135 años de antigüedad en una fuerza verdaderamente mundial y facilitar un mayor papel del sector privado en la formulación y aplicación de estrategias y en las industrias de plantaciones. La asociación, que trabaja con las que la precedieron en Sri Lanka, representa a los productores, comerciantes, exportadores, pequeños agricultores, propietarios de fábricas privadas y corredores de té, y se financia en gran medida a través del Banco Asiático de Desarrollo.

## Mano de obra

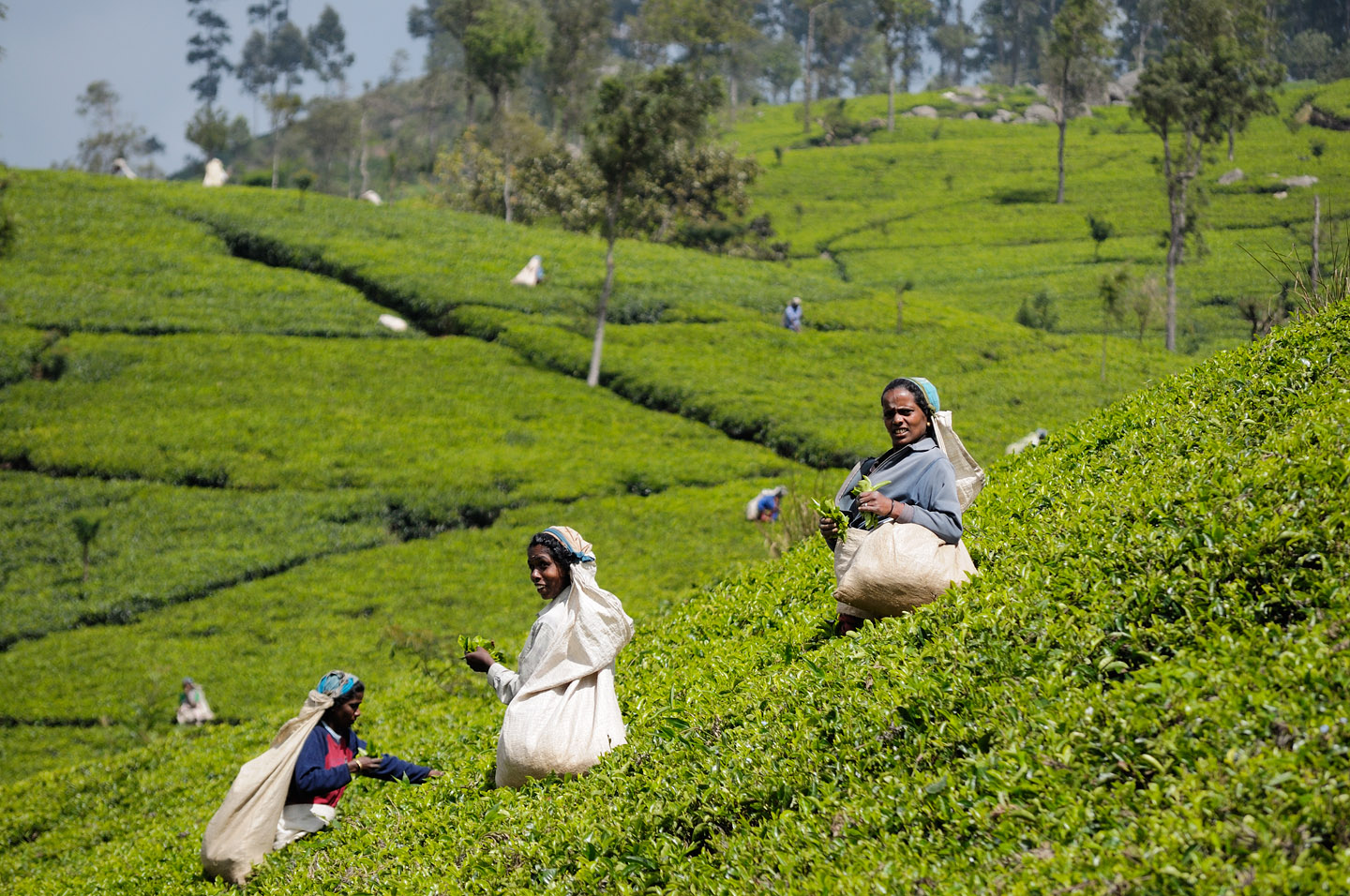
Mujeres recogiendo hojas de té

Directa e indirectamente, más de un millón de habitantes de Sri Lanka trabajan en la industria del té. Una gran proporción de la población activa son mujeres jóvenes y la edad mínima para trabajar es de 12 años. A medida que las plantaciones de té crecían en Sri Lanka y exigían mano de obra extensiva, encontrar una mano de obra abundante era un problema para los plantadores y los cingaleses eran reacios a trabajar en las plantaciones. Los tamiles indios fueron traídos a Sri Lanka al comienzo de las plantaciones de café. La inmigración de los tamiles indios aumentó constantemente y para 1855 había 55 000 nuevos inmigrantes. Al final de la era del café había unos 100 000 en Sri Lanka. En 1904 la Asociación de Plantadores de Ceilán estableció la Comisión de Trabajo de Ceilán en Tiruchirappalli (antes Trichinopoly) en la India, administrada por un plantador de té llamado Norman Rowsell. El objetivo principal de la oficina era adquirir mano de obra tamil barata para las plantaciones de té de Ceilán.
Las niñas suelen seguir a sus madres, abuelas y hermanas mayores en las plantaciones, y se espera que las mujeres realicen la mayoría de las tareas domésticas. Viven en viviendas conocidas como "líneas", un número de casas adosadas linealmente con una o dos habitaciones.  Este sistema de viviendas y las condiciones de saneamiento ambiental son generalmente deficientes para los trabajadores del sector de las plantaciones.  Típicamente hay de 6 a 12 o 24 habitaciones de líneas en un cuartel de una sola línea.  Las habitaciones para los trabajadores a menudo carecen de ventanas y hay poca o ninguna ventilación. En los últimos tiempos se ha intentado mejorar las condiciones del alojamiento, aunque todavía queda mucho por hacer. Según estudios de Christian Aid, las trabajadoras de las plantaciones tamiles indias corren un riesgo especial de ser discriminadas y victimizadas. Los trabajadores de las plantaciones de Sri Lanka han mostrado cierta preocupación por los derechos de las mujeres, lo que ha dado lugar a la formación de unos 85 grupos de mujeres de barrio en todo el país, que las educan en cuestiones de género, liderazgo y prevención de la violencia contra la mujer.
La plantación de té está estructurada en una jerarquía social y las mujeres, que a menudo representan entre el 75% y el 85% de la mano de obra de la industria, se encuentran en los estratos sociales más bajos y son impotentes. Los salarios suelen ser particularmente bajos. En Nuwara Eliya, a las mujeres se les pagaba una sola vez algo tan insignificante como 7 rupias por kilogramo, el equivalente a 4 peniques, o 7 centavos, tienen que recolectar un mínimo de 16 kg de hojas de té cada día y muchas deben completar 16 km al día. Los hombres que trabajan en las plantaciones de té normalmente talan árboles u operan maquinaria y se les paga más por día y terminan el día horas antes. Por lo tanto, el salario mínimo diario medio es de 600 rupias.
Debido a los bajos salarios, en 2006 tuvo lugar una huelga. Los salarios en el sector del té se incrementaron y el salario medio diario es ahora significativamente más alto, 378 rupias para los hombres y 261 para las mujeres en los mismos puestos de trabajo. Sin embargo, los estudios han revelado que la pobreza sigue siendo un problema importante y, a pesar de que la industria del té emplea a un gran número de personas pobres, el empleo no ha conseguido aliviar la pobreza, ya que los trabajadores a menudo carecen de educación y de cualificación. Los niveles de pobreza en las plantaciones han sido consistentemente más altos que el promedio nacional y, aunque la pobreza general en Sri Lanka ha disminuido en los últimos 30 años, ahora está significativamente concentrada en las zonas rurales. Se ha informado que la pobreza en el sector de las plantaciones está aumentando, con aproximadamente uno de cada tres que sufren de pobreza, pasando del 30 por ciento en 2002 al 32 por ciento en 2006/07. De igual manera, Nuwara Eliya mostró un aumento significativo en la pobreza entre los trabajadores de 2002 a 2006/07, pasando del 22,6 por ciento en 2002 al 33,8 por ciento en 2006/07.
El empleo no es seguro en el sector del té. Al igual que otras industrias, la seguridad del empleo se ha visto amenazada. En Sri Lanka se esperaba que más de 50 000 empleados del sector privado perdieran sus empleos en 2009 debido a la recesión.

## Cultivo y procesamiento
Más de 188 175 hectáreas (727 millas cuadradas) o aproximadamente el 4% de la superficie del país están cubiertas de plantaciones de té. La mejor forma de cultivar es en altitudes superiores a los 2100 m (6890 pies), y las plantas requieren una precipitación anual de más de 100-125 cm/m² (39-49 pulgadas).

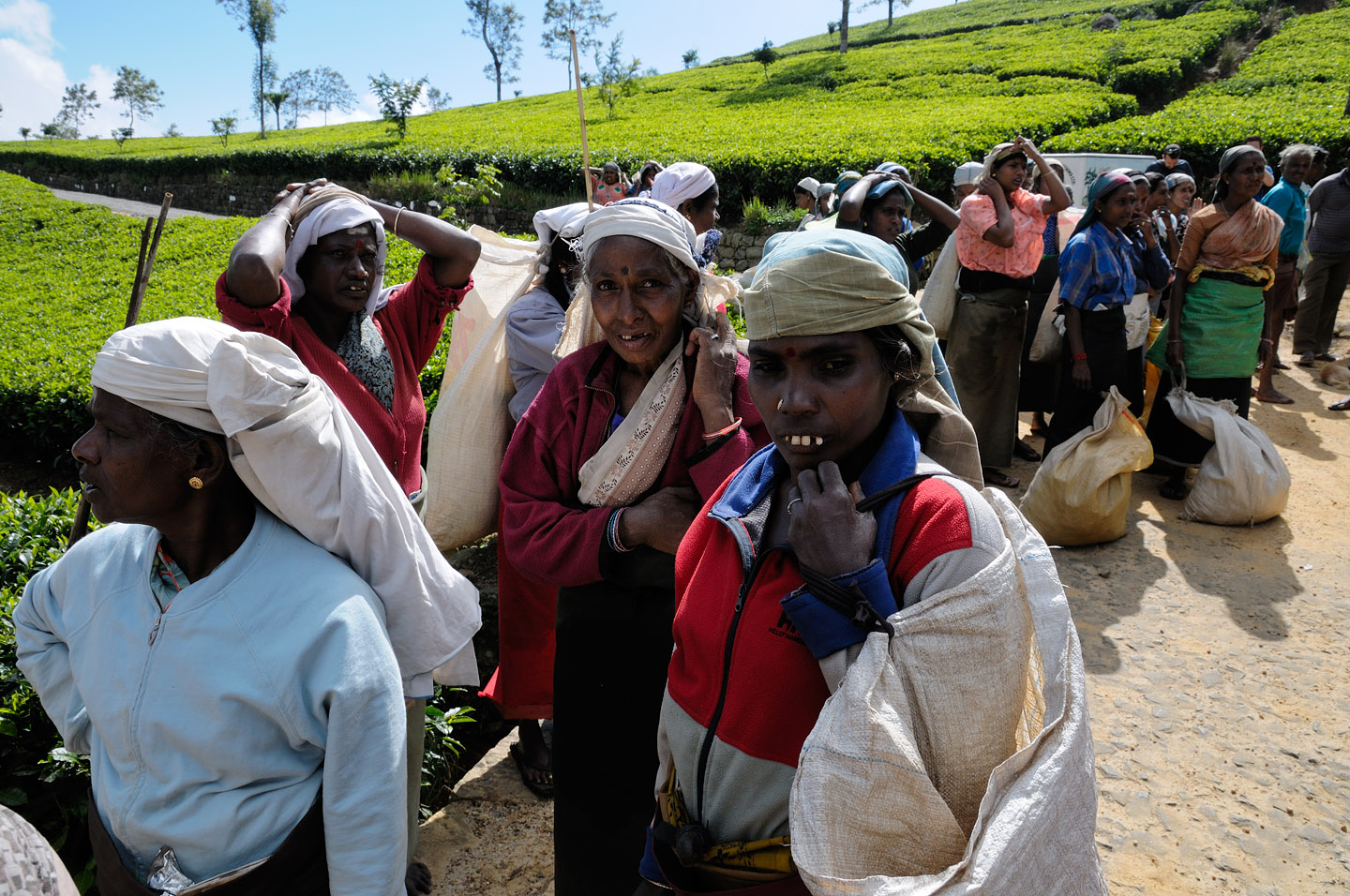
Mujeres que esperan que les paguen por sus bolsas llenas de hojas de té recién cosechadas

El té se cultiva en Sri Lanka utilizando el método de «plantación en contorno», en el que los arbustos de té se plantan en líneas en coordinación con los contornos de la tierra, generalmente en pendientes. Para la fabricación comercial se utiliza el flush o crecimiento de la hoja en las ramas laterales y en los tallos del arbusto. Generalmente dos hojas y una yema, que tienen el sabor y el aroma, son hábilmente arrancadas, generalmente por mujeres. Sri Lanka es uno de los pocos países en los que cada hoja de té se recoge a mano en lugar de mecanizarla; si se utiliza maquinaria, a menudo se puede mezclar un número considerable de hojas y ramitas gruesas, lo que añade volumen pero no sabor al té. Con la experiencia, las mujeres adquieren la capacidad de deshojar rápidamente y fijan un objetivo diario de alrededor de 15 a 20 kg (33 a 44 lb) de hojas de té para ser pesadas y luego transportadas a la fábrica de té cercana. Las plantas de té en Sri Lanka requieren constante cuidado y atención. Una parte importante del proceso es el cuidado de los suelos con la aplicación regular de fertilizantes. Las plantas más jóvenes se cortan regularmente 10-15 cm (4-6 in) del suelo para favorecer el crecimiento lateral y se podan con mucha frecuencia con un cuchillo especial.
Las fábricas de té que se encuentran en la mayoría de las plantaciones de té de Sri Lanka son cruciales para la calidad final y el valor del té elaborado. Después del desplume o deshojado, el té es llevado rápidamente a los cobertizos de reunión para ser pesado y monitoreado bajo estrecha supervisión, y luego los tés son llevados a la fábrica. Una fábrica de té en Sri Lanka es típicamente un edificio de varios pisos y está ubicada en fincas de té para minimizar los costos y el tiempo entre el desplume y el procesamiento del té. Las hojas de té se llevan a los pisos superiores de las fábricas donde se esparcen en comederos, un proceso conocido como marchitamiento, que elimina el exceso de peso en la hoja. Una vez marchitas, las hojas de té son enrolladas, retorcidas y separadas, lo que sirve como catalizador para que las enzimas de las hojas reaccionen con el oxígeno del aire, especialmente con la producción de té negro.
Las hojas se enrollan sobre mesas circulares de latón o madera y se colocan en un cilindro abierto giratorio desde arriba. Una vez terminada la laminación, las partículas de hojas se esparcen sobre una mesa donde comienzan a fermentar al ser expuestas al calor. Sin embargo, el calor preliminar proviene de la temperatura natural del aire, por lo que los tiempos de fermentación fluctúan de acuerdo con la temperatura y la humedad. Regular la temperatura, la humedad y la duración de la fermentación requiere mucha atención, y el no seguir las pautas exactas hará que el sabor del té desaparezca. A medida que se produce la oxidación, el color de la hoja cambia de verde a un color cobrizo brillante. Es ahora cuando el calor artificial entra en juego cuando la hoja fermentada se inserta en una cámara de cocción para evitar que se produzcan más reacciones químicas. Las hojas de té son cocidas para retener el sabor después de que el proceso de fermentación se ha completado. Una vez más, la regulación de la temperatura juega un papel importante en la calidad final del té, y al final el té se volverá negro y más duro.

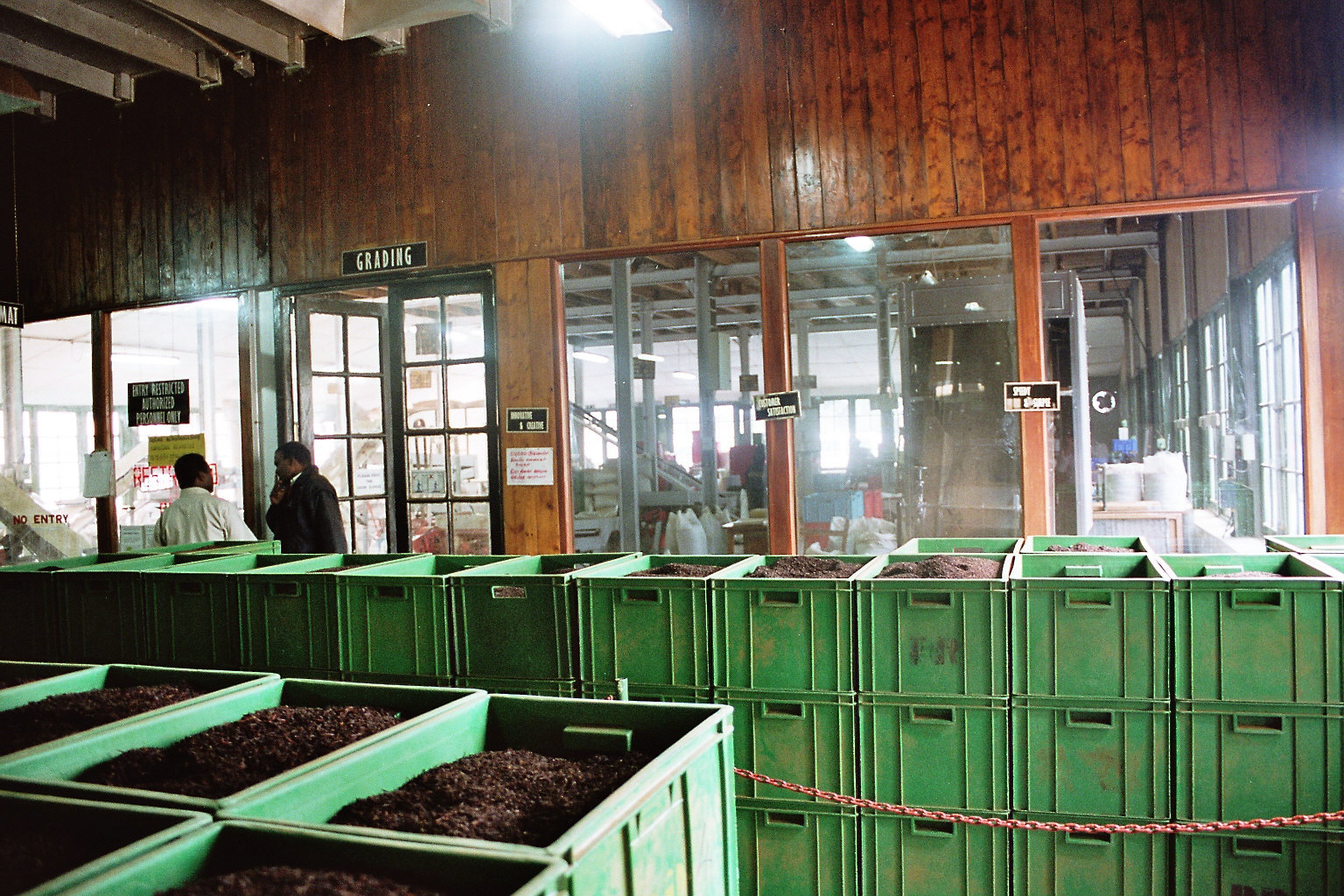
Graduación del té

La clasificación (ordenada por tamaño en Sri Lanka) se lleva a cabo a medida que las partículas de té se clasifican en diferentes formas y tamaños tamizándolas a través de las mallas. No se añaden conservantes artificiales en ninguna etapa del proceso de fabricación y se rechaza el té que no cumple inicialmente con las normas, independientemente de su cantidad y valor. Finalmente, los tés se pesan y se envasan en cajas de té o sacos de papel y luego se inspeccionan de cerca. En la etapa de exportación, la Junta del Té de Sri Lanka controlará y tomará muestras de cada envío una vez terminado el embalaje para asegurarse de que se exporta el té de la mejor calidad y que finalmente se envía en diversas formas de embalaje a muchas partes del mundo.

### Áreas de cultivo
Las principales zonas de cultivo de té son Kandy y Nuwara Eliya en la  Provincia Central, Badulla, Bandarawela y Haputale en la Provincia de Uva, Galle,  Matara y Mulkirigala en la  Provincia Sur, y Ratnapura y Kegalle en la Provincia de Sabaragamuwa.
Hay principalmente seis regiones principales de plantación de té: Nuwara Eliya, Dimbula, Kandy Uda Pussellawa, Provincia de Uva y Provincia del Sur. Nuwara Eliya es una meseta de forma ovalada a una altitud de 1902 m (6240 pies). El té Nuwara Eliya produce un sabor único.
Dimbula fue una de las primeras áreas que se plantaron en la década de 1870. Una elevación de entre 1067 y 1524 m (3500 a 5000 pies) define esta área de plantación. La lluvia monzónica del sudoeste y el clima frío de enero a marzo son factores determinantes del sabor. Ocho subdistritos de Dimbula son Hatton/Dickoya, Bogawanthalawa, Upcot/Maskeliya, Patana/Kotagala, Nanu Oya/Lindula/Talawakele, Agarapatana, Pundaluoya y Ramboda.
Kandy es famoso por el té de crecimiento medio. Aquí se establecieron las primeras plantaciones de té. Las plantaciones de té se encuentran a una altitud de 610 a 1219 m. Pussellawa/Hewaheta y Matale son los dos subdistritos principales de la región. Uda Pussellawa está situada entre Nuwara Eliya y la provincia de Uva. Los monzones del noroeste prevalecen en esta región. Las plantaciones cerca de Nuwara Eliya tienen una variedad de tés rosados. Los dos subdistritos son Maturata y Ragala/Halgranoya.
Los tés de la zona de Uva tienen un sabor distintivo y son ampliamente utilizados para mezclas. La altitud de las plantaciones de té oscila entre los 3000 y los 5000 pies (914 y 1524 m). Siendo un distrito grande, Uva tiene varios subdistritos, Malwatte/Welimada, Demodara/Hali-Ela/Badulla, Passara/Lunugala, Madulsima, Ella/Namunukula, Bandarawela/Poonagala, Haputale, y Koslanda/Haldummulla.
El té de bajo crecimiento proviene principalmente del sur de Sri Lanka. Estos tés se cultivan desde el nivel del mar hasta los 610 m (2000 pies), y prosperan en suelos fértiles y en condiciones cálidas. Estas áreas están distribuidas en cuatro subdistritos principales: Ratnapura/Balangoda, Deniyaya, Matara y Galle.
El té de altura crece por encima de los 1200 m de altitud, clima cálido y terreno inclinado, por lo que este tipo de té es común en las Tierras Altas Centrales. El té de crecimiento medio se encuentra en el rango de altitud de 600-1200 m (1969-3937 pies). Se mezclan varios tipos de té para obtener el sabor y el color deseado. La provincia de Uva y Nuwara Eliya, Dimbuala y Dickoya son las zonas de origen del té de crecimiento medio. El té de bajo crecimiento es más fuerte y de sabor menos sutil y se produce en las zonas de Galle, Matara y Ratnapura.

#### Producción de té registrada por elevación
Producción de té registrada en hectáreas y millas cuadradas totales por categoría de elevación en Sri Lanka, 1959-2000:
| Año  | Cota alta hectáreas | Cota madia hectáreas | Cota baja hectáreas | Total hectáreas | Total millas cuadradas |
| ---- | ------------------- | -------------------- | ------------------- | --------------- | ---------------------- |
| 1959 | 74 581              | 66 711               | 46 101              | 187 393         | 723,5 mi²              |
| 1960 | 79 586              | 69 482               | 48 113              | 197 181         | 761,3 mi²              |
| 1961 | 76 557              | 97 521               | 63 644              | 237 722         | 917,8 mi²              |
| 1962 | 76 707              | 97 857               | 64 661              | 239 225         | 923,6 mi²              |
| 1963 | 76 157              | 95 691               | 65 862              | 237 710         | 917,8 mi²              |
| 1964 | 81 538              | 92 281               | 65 759              | 239 578         | 925 mi²                |
| 1965 | 87 345              | 92 806               | 60 365              | 240 516         | 928,6 mi²              |
| 1966 | 87 514              | 93 305               | 60 563              | 241 382         | 932 mi²                |
| 1967 | 87 520              | 93 872               | 60 945              | 242 337         | 935,7 mi²              |
| 1968 | 81 144              | 99 359               | 61 292              | 241 795         | 933,6 mi²              |
| 1969 | 81 092              | 98 675               | 61 616              | 241 383         | 932 mi²                |
| 1970 | 77,549              | 98 624               | 65,625              | 241,798         | 933,6 mi²              |
| 1971 | 77 936              | 98 624               | 65 625              | 242 185         | 935,1 mi²              |

| Año  | Cota alta hectáreas | Cota media hectáreas | Cota baja hectáreas | Total hectáreas | Total millas cuadradas |
| ---- | ------------------- | -------------------- | ------------------- | --------------- | ---------------------- |
| 1972 | 77,639              | 98,252               | 65,968              | 241,859         | 933,8 mi²              |
| 1973 | 77,793              | 98,165               | 66,343              | 242,301         | 935,5 mi²              |
| 1974 | 77,693              | 97,875               | 66,622              | 242,190         | 935,1 mi²              |
| 1975 | 79,337              | 98,446               | 64,099              | 241,882         | 933,9 mi²              |
| 1976 | 79,877              | 94,338               | 66,363              | 240,578         | 928,9 mi²              |
| 1977 | 79,653              | 94,835               | 67,523              | 242,011         | 934,4 mi²              |
| 1978 | 79,628              | 95,591               | 68,023              | 243,242         | 939,2 mi²              |
| 1979 | 78,614              | 97,084               | 68,401              | 244,099         | 942,5 mi²              |
| 1980 | 78,786              | 96,950               | 68,969              | 244,705         | 944,8 mi²              |
| 1981 | 78,621              | 96,853               | 69,444              | 244,918         | 945,6 mi²              |
| 1982 | 77,769              | 96,644               | 67,728              | 242,141         | 934,9 mi²              |
| 1983 | 71,959              | 90,272               | 67,834              | 230,065         | 888,3 mi²              |
| 1984 | 74,157              | 90,203               | 63,514              | 227,874         | 879,8 mi²              |

| Año  | Cota alta hectáreas | Cata media hectáreas | Cota baja hectáreas | Total hectáreas | Total millas cuadradas |
| ---- | ------------------- | -------------------- | ------------------- | --------------- | ---------------------- |
| 1985 | 74,706              | 89,175               | 67,769              | 231,650         | 894,4 mi²              |
| 1986 | 73,206              | 85,216               | 64,483              | 222,905         | 860,6 mi²              |
| 1987 | 72,773              | 84,445               | 64,280              | 221,498         | 855,2 mi²              |
| 1988 | 72,901              | 84,227               | 64,555              | 221,683         | 855,9 mi²              |
| 1989 | 73,110              | 84,062               | 64,938              | 222,110         | 857,6 mi²              |
| 1990 | 73,138              | 83,223               | 65,397              | 221,758         | 856,2 mi²              |
| 1991 | 73,331              | 82,467               | 65,893              | 221,691         | 855,9 mi²              |
| 1992 | 74,141              | 85,510               | 62,185              | 221,836         | 856,5 mi²              |
| 1994 | 51,443              | 56,155               | 79,711              | 187,309         | 723,2 mi²              |
| 1995 | 51,443              | 56,155               | 79,711              | 187,309         | 723,2 mi²              |
| 1996 | 52,272              | 56,863               | 79,836              | 188,971         | 729,6 mi²              |
| 1997 | 51,444              | 58,155               | 79,711              | 189,310         | 730,9 mi²              |
| 1998 | 51,444              | 58,155               | 79,711              | 189,310         | 730,9 mi²              |
| 2000 | 52,272              | 56,863               | 79,836              | 188,971         | 729,6 mi²              |

### Infraestructura

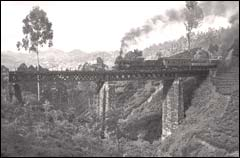
La llegada de los ferrocarriles en Sri Lanka transportó té directamente a los puertos para la exportación

Después de la introducción del té, la economía de Sri Lanka se transformó de una «economía tradicional» a una «economía de plantación». En la época del Reino de Kandyan, la política era no construir carreteras por razones de defensa estratégica. por lo que, cuando comenzaron las plantaciones, había muy poca infraestructura en el país de las colinas. El transporte de los productos al puerto de Colombo era un problema importante. Por lo tanto, el gobierno de Sri Lanka emprendió un programa masivo de desarrollo vial, ferroviario y urbano en las zonas de plantación. El Gobernador Sir Edward Barnes fue pionero en la construcción de carreteras. Durante su gobierno, el Capitán Dawson, el Mayor Skinner y otros en el departamento de obras públicas completaron la carretera Colombo-Kandy.

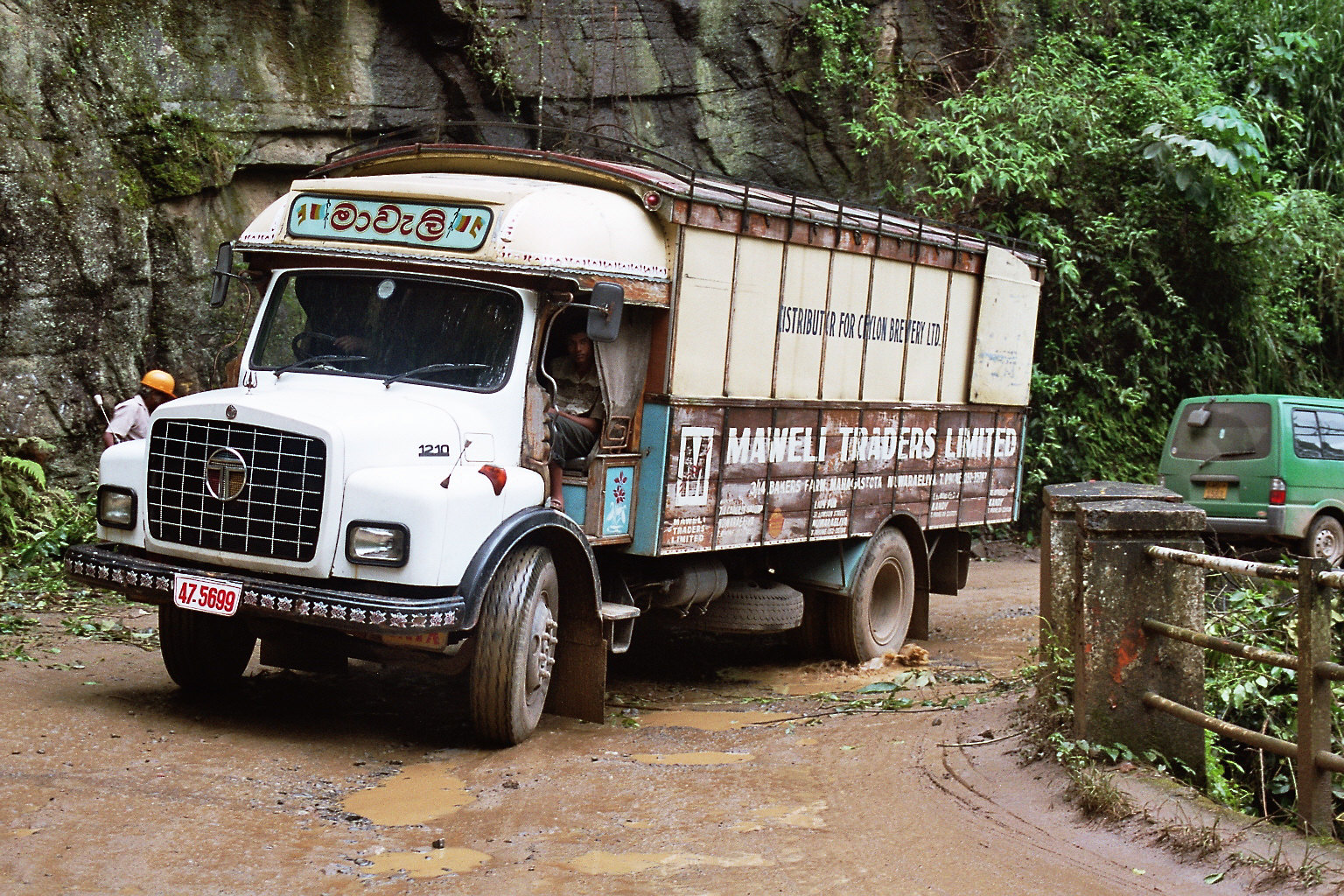
Camión que transporta té de las fincas

La construcción de carreteras no fue suficiente para resolver el problema del transporte. Encontrar suficientes carretas era difícil y era un medio lento. La Asociación de Plantadores de Ceilán fue fundada en 1854 protestó por la reducción de los gastos en carreteras por parte del gobierno. Esta asociación presionó al gobierno para que construyera y mantuviera carreteras. Aunque la construcción de la primera línea de ferrocarril comenzó en 1858, la línea no abrió hasta 1865 debido a estas protestas.
El ferrocarril se conocía originalmente como Ferrocarriles del Gobierno de Ceilán. La Línea Principal fue construida desde Colombo hasta Ambepussa, 54 km al este. El ferrocarril fue construido inicialmente para transportar café y té desde la región montañosa hasta Colombo para su exportación. Durante muchos años, el transporte de estos bienes fue la principal fuente de ingresos en juego. El primer tren circuló el 27 de diciembre de 1864. La línea se abrió oficialmente al tráfico el 2 de octubre de 1865 y la Línea Principal se extendió en etapas con servicio a Kandy en 1867, a Nawalapitiya en 1874, a Nanu Oya en 1885, a Bandarawela en 1894, y a Badulla en 1924.
A su debido tiempo se completaron otras líneas para unir el país: la «línea Matale» en 1880, la «línea de la costa» en 1895, la «línea del norte» en 1905, la «línea de Mannar» en 1914, la «línea del valle de Kelani» en 1919, la «línea de Puttalam» en 1926 y las «líneas de Batticaloa y Trincomalee» en 1928. Las líneas ferroviarias ayudaron a desarrollar lo que hasta entonces había sido un país subdesarrollado. Hoy en día, en lugar de transportar el té a los puertos, los ferrocarriles transportan principalmente a los pasajeros, especialmente a los que van y vienen de Colombo.

## Productos

### Té negro de Ceilán

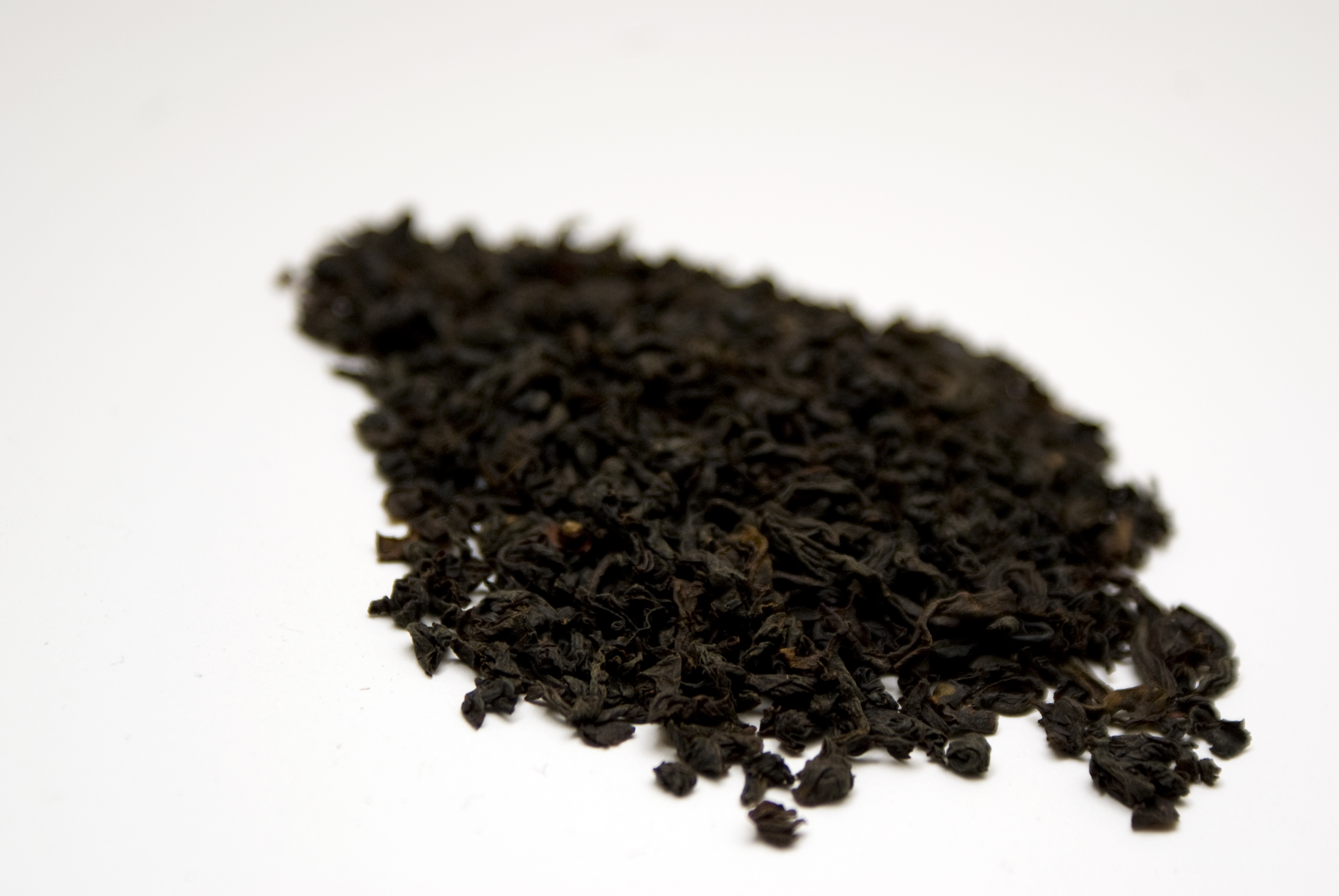
Té negro Super Pekoe de Ceilán

El té negro de Ceilán es una de las especialidades del país. Tiene un aroma crujiente que recuerda a los cítricos, y se utiliza tanto sin mezclar como en mezclas. Se cultiva en numerosas fincas que varían en altura y sabor.

### Té verde de Ceilán

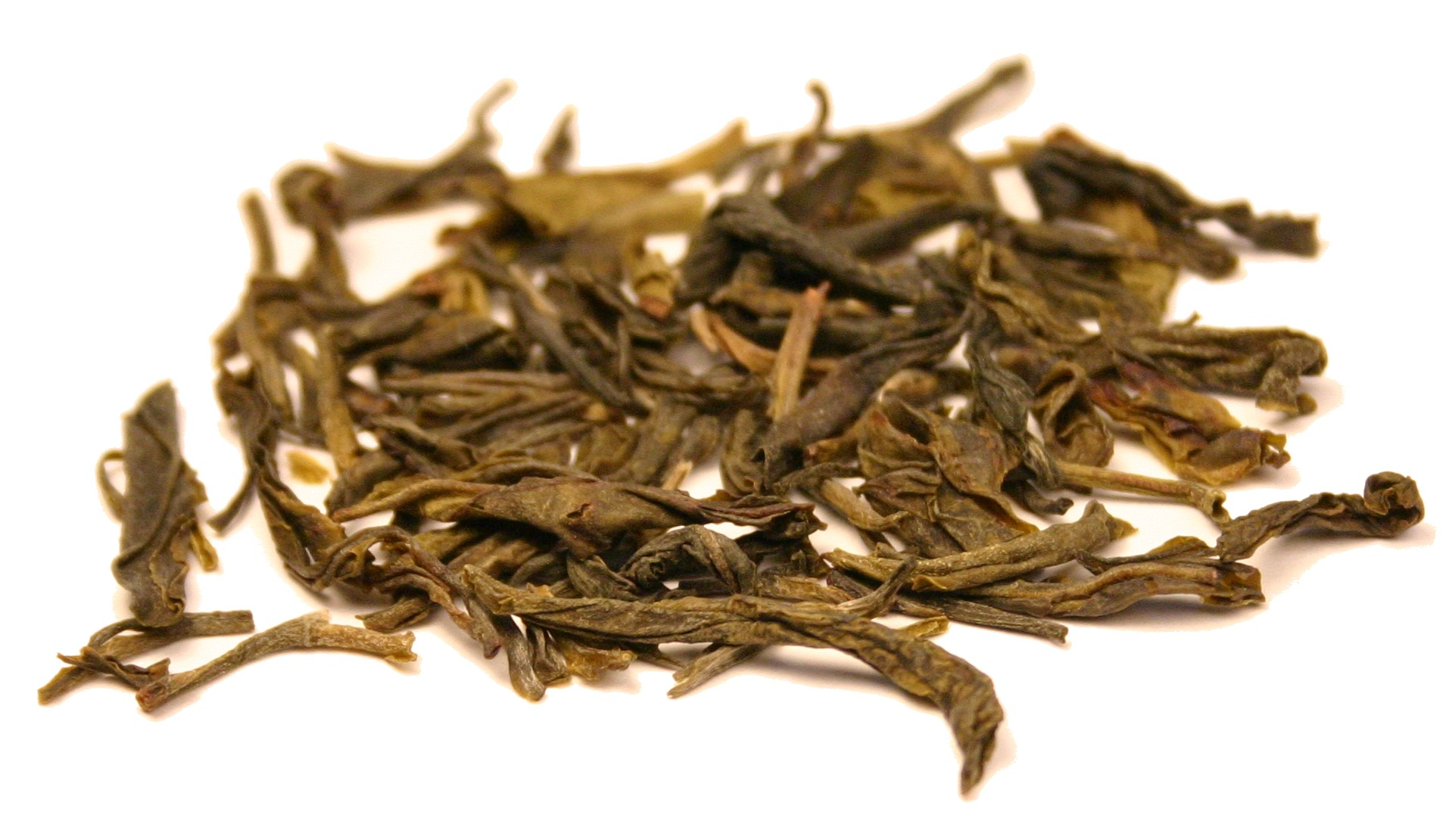
Té verde de Ceilán

El té verde de Ceilán se elabora principalmente a partir del caldo de té de Assam. Se cultiva en Idalgashinna, en la provincia de Uva. Los tés verdes de Ceilán tienen generalmente el cuerpo más lleno y el sabor más picante, más bien malteado, característico de los tés procedentes de semillas de Assam. Los nombres de grado de té de la mayoría de los tés verdes de Ceilán reflejan la nomenclatura tradicional china de té verde, como el té de pólvora fuertemente enrollado, o más grados de té de hoja abierta con nombres chinos como Chun Mee. En general, los tés verdes de Sri Lanka tienen sus propias características en este momento - tienden a ser más oscuros tanto en la hoja seca como en la infundida, y su sabor es más rico. A medida que cambian las preferencias de la demanda del mercado, los productores de té verde de Ceilán empiezan a utilizar más de la base de semillas original china, indonesia, japonesa y brasileña, que produce un color amarillo brillante muy claro y brillante y un sabor más delicado y dulce con el que la mayor parte del mercado mundial se asocia a los tés verdes. En este momento, Sri Lanka sigue siendo un productor muy pequeño de tés verdes y sus tés verdes, como los de la India y Kenia, siguen siendo un gusto adquirido. Gran parte del té verde producido en Sri Lanka se exporta a los mercados del Norte de África y Oriente Medio.

### Té blanco de Ceilán

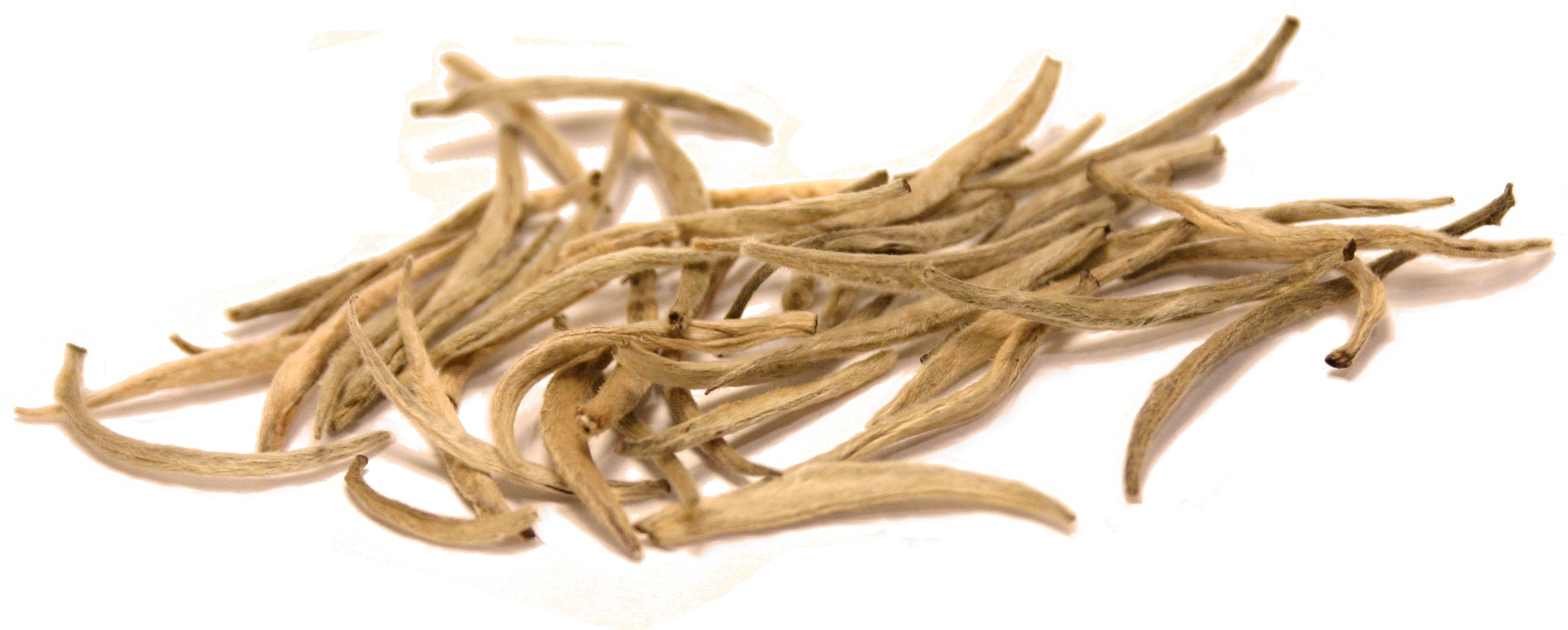
Té de punta de plata de Ceilán

El té blanco de Ceilán, también conocido como «puntas de plata» es muy apreciado, y los precios por kilogramo son significativamente más altos que los de otros tés. El té fue cultivado por primera vez en Nuwara Eliya, cerca de Adam's Peak, entre 2200-2500 metros (7218-8202 pies). El té es cultivado, cosechado y enrollado a mano con las hojas secas y marchitas al sol. Dan un licor delicado, muy ligero, con notas de pino y miel y una infusión de cobre dorado. El'Té Blanco Virgen' también se cultiva en la «finca de té Handunugoda», cerca de Galle, en el sur de Sri Lanka.

## Mercado internacional y precios

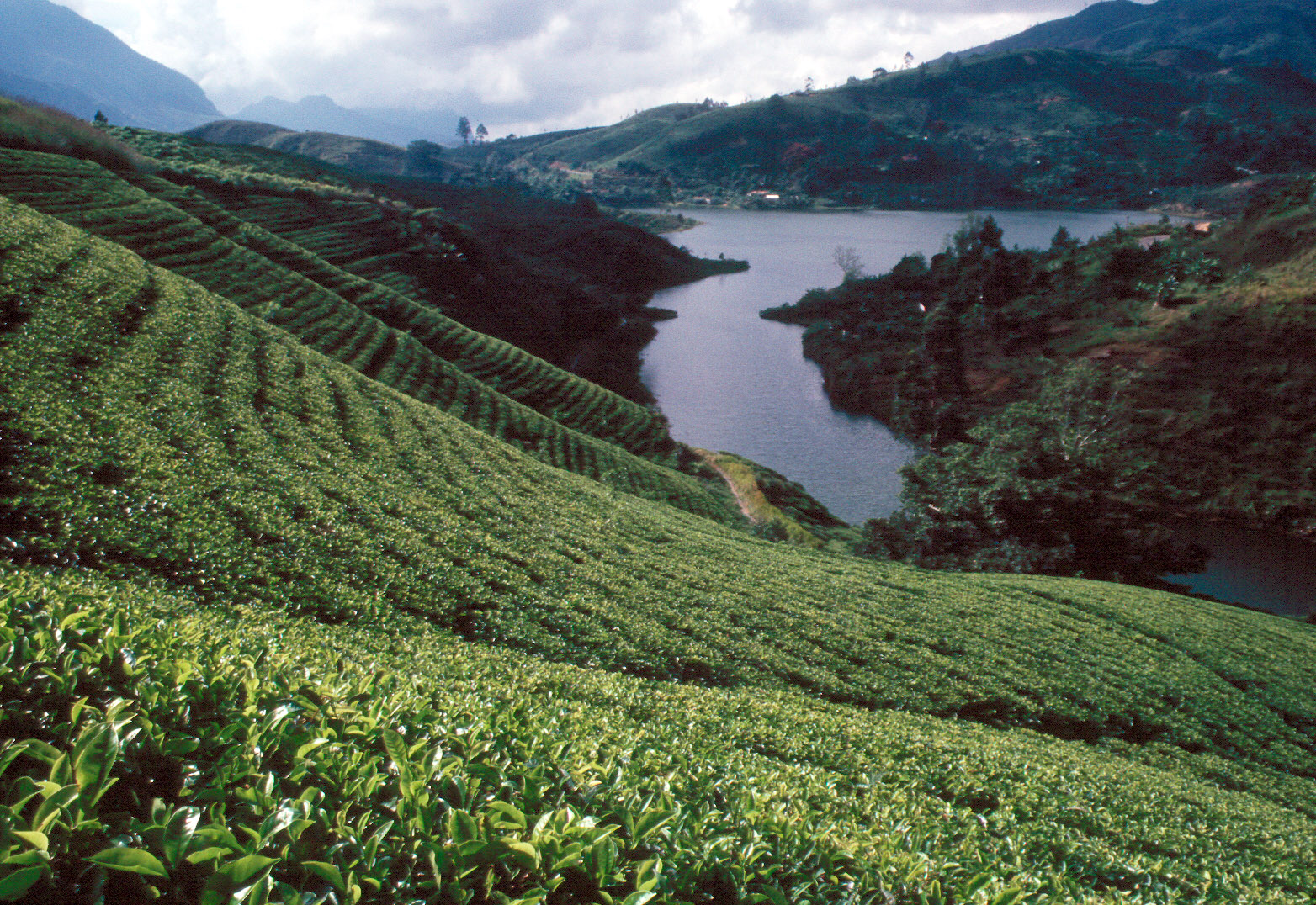
Una plantación de té cerca de Nuwara Eliya en un área de altitud media

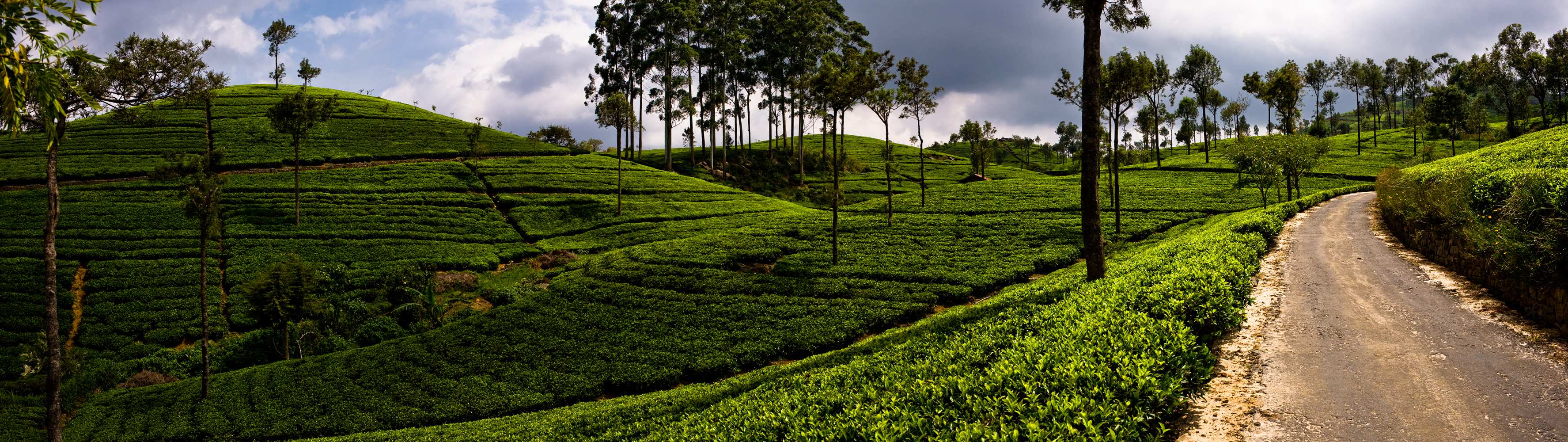
Plantación de té cerca de Haputale en un área de gran altitud

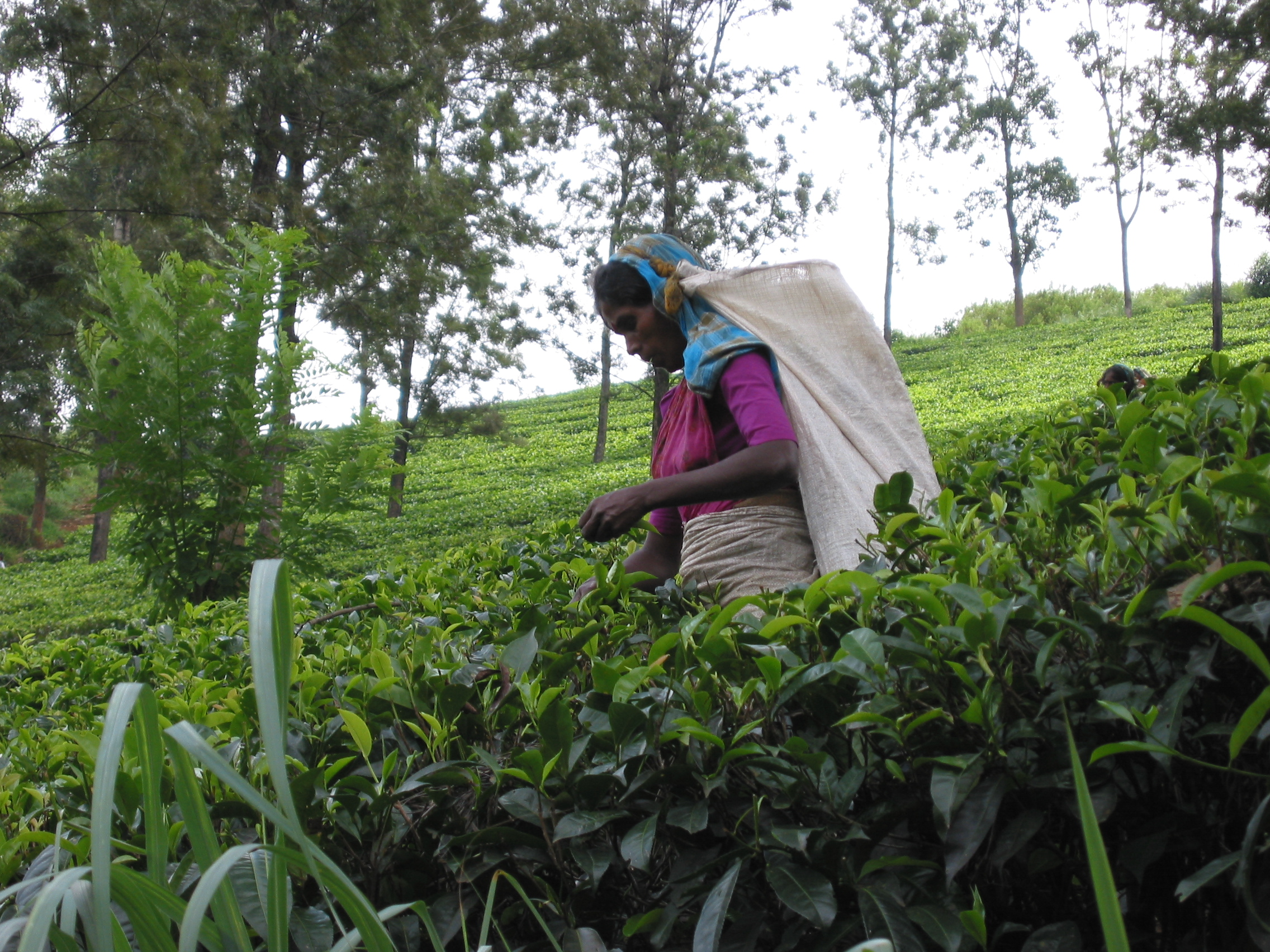
Un recogedor de té en Sri Lanka

El té de Sri Lanka siguió teniendo éxito internacional en la década de 2000. En 2001, a pesar de la caída de los precios del té en todos los principales países exportadores de té y del aumento de la competencia, Sri Lanka mantuvo su posición como el principal exportador de té del mundo al vender un volumen sin precedentes de 294 millones de kilogramos (648,16 millones de libras) en 2001, en comparación con los 288 millones de kilogramos (634,93 millones de libras) de 2000.Actualmente, sin embargo, Sri Lanka, que es el mayor exportador de té del mundo, está muy por detrás de la India y China en términos de producción total, con una cifra sin precedentes de 658 millones de dólares, frente a los 595 millones de dólares del año anterior.
En 2003, el gobierno de Sri Lanka intentó proteger la industria del té de casi 700 millones de dólares durante la guerra de Irak de 2003. La guerra en Irak causó pánico, especialmente entre los pequeños productores de té de Sri Lanka, que representan el 69% de toda la producción de té de Sri Lanka, que exigieron que el gobierno les pagara la fianza. Irak compra hasta el 15% del té de Sri Lanka, y un tercio de éste entraría ilegalmente en el país en pequeñas embarcaciones desde Dubái, así como en países vecinos como Irán. Los exportadores pidieron al gobierno que les ayudara con préstamos bancarios concesionales y algunos propietarios de fábricas de té en Sri Lanka exigieron una moratoria en el pago de las facturas de electricidad. Los precios cayeron en Colombo como resultado de la crisis. El ministro de plantaciones, Lakshman Kiriella, respondió diciendo que "los promotores de té recibirían puestos diplomáticos en las misiones de Sri Lanka en el extranjero para dar un empujón adicional al'oro verde' de la isla". Se financiaron 15 millones de dólares para promocionar las marcas de Sri Lanka en los mercados internacionales durante la guerra de Irak. Más tarde, en 2003, la isla sufrió graves inundaciones en las zonas de cultivo de té más bajas de Sri Lanka. Sin embargo, la producción siguió aumentando ligeramente en un 1,3 por ciento, hasta alcanzar las 309 000 toneladas (340 614 toneladas cortas) en 2004, a medida que se recuperaba la cosecha. Kenia superó a Sri Lanka como el mayor exportador de té, con un crecimiento del 8,9 por ciento en las exportaciones durante el año, totalizando casi 293 000 toneladas (322 977 toneladas cortas). En 2004, la producción real de té en Kenia había aumentado en más de un 11 por ciento hasta alcanzar las 328 000 toneladas (361 558 toneladas cortas), como resultado de una buena temporada de cosecha, la riqueza y la mejora de las instalaciones de procesamiento.
La industria del té de Sri Lanka siguió creciendo en 2007 y 2008. La producción de té alcanzó un récord de 318,47 millones de kilogramos (702,1 millones de libras) en 2008, frente a los 305,2 millones de kilogramos (672,9 millones de libras) producidos en 2007. En 2008, los ingresos de exportación alcanzaron un máximo histórico de 1230 millones de dólares para todo el año, frente a 1020 millones de dólares en 2007. Sin embargo, más recientemente, la industria, como muchas otras en todo el mundo, ha sufrido la crisis financiera mundial contemporánea. La Junta del Té de Sri Lanka reveló en marzo de 2009 que la industria había sufrido una caída del 30 por ciento en las ventas en el extranjero en enero de 2009. La caída en la producción de té ha sido sentida no solo por Sri Lanka sino por todas las principales naciones productoras de té. El volumen total de las exportaciones de té cayó 25 por ciento a 17,76 millones de kilogramos (39,2 millones de libras) y las ventas de los envíos de té cayeron a 6900 millones de rupias (61,37 millones de dólares) en enero, en comparación con 9800 millones de rupias en el mismo período del año anterior.  Los precios se han desplomado a un promedio de $ 2.65 por kilogramo ($ 1.20 / lb) desde los máximos históricos de $ 4.26 por kilogramo ($ 1.93 / lb) experimentado entre enero y septiembre de 2008. La sequía también ha sido un factor que ha contribuido a la crisis de 2009 en el té de Sri Lanka, al igual que en la India. La industria de Sri Lanka ha sido la más afectada, aunque con una caída de 8,7 millones de kg (19,2 millones de libras) producidos en enero de 2009.

### Destino principal de los tés de Sri Lanka
Los mercados extranjeros más importantes para el té de Sri Lanka son los países del antiguo bloque soviético de la CEI , los Emiratos Árabes Unidos , Rusia, Siria, Turquía, Irán, Arabia Saudí, Irak, el Reino Unido, Egipto, Libia y Japón.

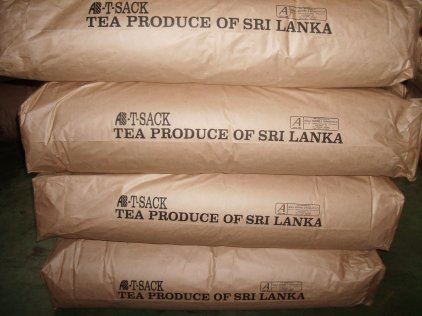
Sacks of tea ready to be shipped

Los mercados extranjeros más importantes para el té de Sri Lanka son los siguientes, en términos de millones de kilogramos y millones de libras importadas. Las cifras se registraron en 2000:
| País                   | Millones de kilos | Millones de libras | Porcentaje del total |
| ---------------------- | ----------------- | ------------------ | -------------------- |
| CEI                    | 57.6              | 127 lb             | 20                   |
| Emiratos Árabes Unidos | 48.1              | 106 lb             | 16.7                 |
| Rusia                  | 46.1              | 101,6 lb           | 16.01                |
| Siria                  | 21.5              | 47,4 lb            | 7.47                 |
| Turquía                | 20.3              | 44,8 lb            | 7.05                 |
| Irán                   | 12.5              | 27,6 lb            | 4.34                 |
| Arabia Saudí           | 11.4              | 25,1 lb            | 3.96                 |
| Irak                   | 11.1              | 24,5 lb            | 3.85                 |
| Reino Unido            | 10.2              | 22,5 lb            | 3.54                 |
| Egipto                 | 10.1              | 22,3 lb            | 3.51                 |
| Libia                  | 10.0              | 22,0 lb            | 3.47                 |
| Japón                  | 8.3               | 18,3 lb            | 2.88                 |
| Alemania               | 5.0               | 11,0 lb            | 1.74                 |
| Otros                  | 23.7              | 52,2 lb            | 8.23                 |
| Total                  | 288               | 634,9 lb           | 100                  |

### Marca y clasificación
El té de Ceilán se divide en tres grupos: Alto o Alto (Udarata), Medio (Medarata) y Bajo (Pahatha rata), basado en la geografía de la tierra en la que se cultiva.
El té producido en Sri Lanka lleva el "Logotipo del León" en sus envases, lo que indica que el té fue producido en Sri Lanka. La Junta del Té de Sri Lanka, que es el órgano rector de la industria del té en Sri Lanka, sigue de cerca el uso del logotipo del León. Si un productor de té exige utilizar el logotipo del León en su envase, debe obtener permiso de la Junta del Té de Sri Lanka. A continuación, la junta de té lleva a cabo un estricto procedimiento de inspección, cuya aprobación permite al productor utilizar el logotipo, junto con el eslogan "Pure Ceylon Tea - Packed in Sri Lanka" (Té de Ceilán Puro - envasado en Sri Lanka) en el envase de su té.
Los nombres de clasificación que se utilizan en Sri Lanka para clasificar sus tés no son en absoluto una indicación de su calidad, sino que indican su tamaño y apariencia. Principalmente hay dos categorías. Se trata de "grados de hoja" y "grados rotos más pequeños". Las calidades de las hojas se refieren al tamaño y aspecto de los tés que se produjeron durante la época colonial de Sri Lanka (que todavía se utilizan) y el otro se refiere al estilo y aspecto moderno del té.

## Instituciones e investigación

### Museo del Té de Ceilán
La Junta del Té de Sri Lanka abrió un Museo del Té en Hantana, Kandy, en 2001. Aunque las exhibiciones no son abundantes, proporcionan una valiosa perspectiva de cómo se fabricaba el té en los primeros días. Maquinaria antigua, algunas de ellas de más de un siglo de antigüedad, ha sido cuidadosamente restaurada para que funcione. La primera exposición que recibe a los visitantes es el motor diésel desarrollado por Ruston y Hornsby, así como otros motores de combustible líquido, ubicados en la Sala de Máquinas en la planta baja del museo. La energía para las plantaciones de té también se obtenía mediante turbinas accionadas por agua.
La "Rolling Room" del museo ofrece un vistazo al desarrollo de las técnicas de fabricación, con su colección de rodillos. Aquí la pieza clave es el Little Giant Tea Roller, que se maneja manualmente.

### Instituto de Investigación del Té
La Ordenanza de Investigación del Té fue promulgada por el Parlamento en 1925 y se fundó el Instituto de Investigación del Té (TRI). Actualmente es el único organismo nacional del país que genera y difunde nuevas investigaciones y tecnologías relacionadas con el procesamiento y cultivo del té.
A principios de la década de 1970, dos investigadores del «Instituto Nacional de Investigación Dental» de  Bethesda, Maryland, EE. UU., llevaron a cabo una serie de proyectos de investigación en los que organizaron un grupo de estudio longitudinal de un gran número de trabajadores de té tamiles que trabajaban en las plantaciones de té de Dunsinane y Harrow, a 50 millas de Kandy. Este estudio histórico fue posible porque se sabía que la población de los trabajadores del té nunca había empleado ninguna medida convencional de higiene bucal, lo que proporcionaba alguna información sobre la historia natural de la enfermedad periodontal en el hombre.

## Normas y certificaciones de sostenibilidad
Hay una serie de organizaciones, tanto internacionales como locales, que promueven y hacen cumplir las normas de sostenibilidad y las certificaciones relativas al té en Sri Lanka.
Entre las organizaciones internacionales que operan en Sri Lanka se encuentran Rainforest Alliance, Fairtrade, UTZ Certified y Ethical Tea Partnership. La Small Organic Farmers' Association (SOFA) es una organización local dedicada a la agricultura ecológica.